# Marie Štaufská
Marie Štaufská (3. dubna 1201?, Arezzo – 29. března 1235, Lovaň) byla brabantská vévodkyně, dcera římského krále Filipa Švábského, syna Fridricha Barbarossy a Ireny, dcery byzantského císaře Izáka II.

## Život
Marie byla třetí či čtvrtou dcerou královského páru a její život plynul celkem poklidně až do roku 1208, kdy výbušný bavorský falckrabě Ota VIII. z Wittelsbachu na sněmu v Bambergu krále Filipa zavraždil. Těhotná královna vdova se uchýlila na manželův rodový hrad Hohenštauf, kde v srpnu téhož roku společně s novorozenou dcerou zemřela. Byla pochována v benediktinském klášteře Lorch a čtyři osiřelé dívky byly na čas v klášterním ústraní.
Marie byla provdána před 22. srpnem 1215 za brabantského vévodu Jindřicha II. Porodila mu šest dětí. Vévoda ji přežil o mnoho let a byl pochován v cisterciáckém klášteře Villers.